# لورانس جي. سميث
لورانس جي. سميث هو محامي وسياسي أمريكي، ولد في 25 أبريل 1941 في بروكلين في الولايات المتحدة. نشط حزبياً في حزب العمال المزارعين الديمقراطيين في مينيسوتا والحزب الديمقراطي.

## مناصب
- انتخب عضو مجلس النواب الأمريكي عن دائرة Florida's 16th congressional district [الإنجليزية]‏ وقد انضم خلال فترته النيابية [الإنجليزية]‏ (3 يناير 1989 – 3 يناير 1991) للكتلة البرلمانية الحزب الديمقراطي.
- انتخب عضو مجلس النواب الأمريكي عن دائرة Florida's 16th congressional district [الإنجليزية]‏ وقد انضم خلال فترته النيابية [الإنجليزية]‏ (3 يناير 1987 – 3 يناير 1989) للكتلة البرلمانية الحزب الديمقراطي.
- انتخب عضو مجلس النواب الأمريكي عن دائرة Florida's 16th congressional district [الإنجليزية]‏ وقد انضم خلال فترته النيابية [الإنجليزية]‏ (3 يناير 1985 – 3 يناير 1987) للكتلة البرلمانية الحزب الديمقراطي.
- انتخب عضو مجلس النواب الأمريكي عن دائرة Florida's 16th congressional district [الإنجليزية]‏ وقد انضم خلال فترته النيابية [الإنجليزية]‏ (3 يناير 1983 – 3 يناير 1985) للكتلة البرلمانية الحزب الديمقراطي.
- في انتخابات مجلس النواب الأمريكي 1990 [الإنجليزية]‏، انتخب عضو مجلس النواب الأمريكي عن دائرة Florida's 16th congressional district [الإنجليزية]‏ وقد انضم خلال فترته النيابية [الإنجليزية]‏ (3 يناير 1991 – 3 يناير 1993) للكتلة البرلمانية الحزب الديمقراطي.
- انتخب عضو مجلس نواب فلوريدا  [لغات أخرى]‏.
- انتخب عضو مجلس النواب الأمريكي.